# FlatOut 4: Total Insanity
FlatOut 4: Total Insanity est un jeu vidéo de course développé par Kylotonn et Tiny Rebel Games et édité par PQube et Bigben Interactive. Il est sorti le 17 mars 2017 sur PlayStation 4 et Xbox One.

## Système de jeu
L'histoire du jeu est basée sur la compétition FlatOut, un championnat de voitures où 12 pilotes  participent (Hippies, Rescapés de prison, militaires, gothiques et même clowns...) + le joueur. 3 séries sont à la disponibilité du joueur : 
- Derby (comme dans les anciens opus)
- Classic
- All-Star.

Chacune des séries comporte plus ou moins les mêmes voitures avec quelques caractéristiques différents.
Les modes de jeux sont très variés : On retrouve le mode carrière, le retour du mode Flatout, les cascades étranges et amusantes de FlatOut 2 en rajoutant quelques-unes nouvelles ainsi que l'apparition d'un nouveau mode : Le Mode Assaut. Il consiste en une course tout en utilisant des armes (boule de feu, onde de choc, champ magnétique de bombe...)
Le jeu reprend alors les points que les joueurs avaient aimé dans les plus anciens des opus de FlatOut.
On retrouve aussi le mode derby. Toutefois, on remarque que l'IA du jeu est amélioré, ce qui accentue à la difficulté du jeu.
Les cartes du jeu sont plus ou moins très variées aussi. En passant d'une usine abandonnée au milieu du désert américain à une ville nordique, le nouveau système de la météo ajoute aussi une plus grande différence entre chaque lieu du jeu.
Le mode multijoueur est présent sous deux formes :
Party (ou local, il consiste a jouer avec une seule manette mais seul le mode cascade est disponible)
Multijoueur(jouer en ligne a tout mode avec des joueurs du monde entier, néanmoins un abonnement aux services de la console concernée est nécessaire)